# Acheron (Marlborough)
Pour les articles homonymes, voir Achéron (homonymie).
L'Acheron (anglais : Acheron River) est une rivière de l'île du Sud (Nouvelle-Zélande), qui coule dans la région de Marlborough. C'est un affluent droit du fleuve Clarence.

## Géographie
L'Acheron coule en direction du sud-ouest puis vers l'est pour un total de 60 kilomètres, rejoignant la Clarence à l'extrémité sud des montagnes de Kaikoura. Les rivières Alma et Severn se déversent dans la rivière Acheron avant qu’elle ne se jette dans le fleuve Clarence.

## Affluents
L'Acheron a cinq affluents référencés sur LINZ :
- Orr Stream (rd),
- Middle Gully (rd),
- Saxton River (rd), avec deux affluents :
- Oyster Stream (rd),
  - Team Stream (rd),
- Severn River (rd), avec un affluent :
  - Dog Stream (rd,
  - Waimea Stream (rd),
  - Tendale Brook (rd),
  - Alma River (rd), qui traverse l'Island Lake à 1 004 m d'altitude et le  Lac Sedgemere à 1 010 m d'altitude avec un affluent :
    - Cat Creek (rd),
    - Cow Stream (rd),

Son rang de Strahler est de quatre.